# Камілла Каттенео
Камілла Каттенео (італ. Camilla Cattaneo, 12 лютого 1990) — італійська синхронна плавчиня.
Учасниця Олімпійських Ігор 2016 року, де в змаганнях груп посіла 5-те місце.